# Chaussin
Chaussin é uma comuna francesa na região administrativa de Borgonha-Franco-Condado, no departamento de Jura. Estende-se por uma área de 16,82 km². Em 2010 a comuna tinha 1 616 habitantes (densidade: 96,1 hab./km²).